# Tokiói Nemzetközi Egyetem
A Tokiói Nemzetközi Egyetem (japánul 東京国際大学, Hepburn-átírással Tōkyō Kokusai Daigaku, magyarosan Tókjó Kokuszai Daigaku) bölcsészettudományi magán-kutatóegyetem Japán Nagy-Tokió régiójában, Kavagoe városban. Az 1965-ben kereskedelmi főiskolaként alapított intézmény Nagy-Tokió régióban tíz intézetet tart fenn. A Willamette Egyetemmel testvérintézményi megállapodást írtak alá, valamint Oregon fővárosában, Salemben campusa működik.
2014-ben angol nyelvű üzleti és nemzetközi kapcsolati képzést indítottak, melyeken 1400-an vesznek részt.
Az intézmény a nemzetköziség és az oktatás minőségének rangsoraiban is magas helyeket ér el. A Times Higher Education 2017-ben Japán harmadik, 2018-ban pedig kilencedik leginkább nemzetközi egyetemeként rangsorolta. 2021-ben a nagy-tokiói térségben a nemzetközi környezet rangsorában a negyedik lett. A Nikkei Career Magazine 2018. júniusi tanulmányában oktatási minőség tekintetében az első, gazdaság- és társadalomfejlesztési hatás tekintetében a második, míg motivációs képesség tekintetében a harmadik helyre sorolta.
Ikebukurói campusát 2023 szeptemberében adták át.

## Története
A Nemzetközi Kereskedelmi Főiskolát (Kokuszai Sóka Daigaku) 1965-ben alapította Kaneko Tajzó a mai 1-es campus területén. 1986-ban felvette mai nevét, 1989-ben pedig megnyílt oregoni telephelye.
2014-ben japán és külföldi hallgatók számára is elindították E-Track képzésüket, melynek részeként angol nyelvű információtechnológiai kurzusokat indítanak. 2018 áprilisától innovációs képzés is folyik.

## Globális campus
Az egykori tokiói pénzverde területének hasznosítására pályázatot írtak ki; 2023. szeptemberében itt nyílt meg a globális képzéseknek otthont adó ikebukurói campus. Ez az E-Track képzések helyszíne is.

## Szervezeti egységek

### Alapképzés
- Bölcsészet- és Társadalomtudományi Tanszék
- Gazdasági Tanszék
- Kereskedelmi Tanszék
- Nyelvi Kommunikáció Tanszék
- Nemzetközi Kapcsolatok Tanszék
- Orvosi és Egészségügyi Tanszék

### Mesterképzés
- Gazdasági Intézet
- Kereskedelmi Intézet
- Klinikai Pszichológia Intézet
- Nemzetközi Kapcsolatok Intézet

## Nemzetközi Stratégiai Intézet
Az intézet a stratégiai feladatokat globális és helyi szemszögből is vizsgáló interdiszciplináris kutatásokat folytat. Munkatársai az egyetem oktatói közül kerülnek ki, emellett vendégoktatókat és -kutatókat is fogadnak.
A Global Dialogue előadás-sorozat előadói között volt Daniel R. Russel, Barack Obama elnök Kelet-Ázsia-ügyi titkára.
Az egyetem 2021-ben a CERN hivatalos partnere lett.

## Nevezetes személyek
- Inagaki Szeícsi, statisztikus
- Jokojama Hideo, regényíró
- Nakano Jaszusi, pszichológus
- Namikava Daiszuke, színész
- Ócuki Kendzsi, zenész
- Szuekava Hiszajuki, a Shisedo kozmetikai cég vezérigazgatója
- Toku, zenész

## Fordítás
- Ez a szócikk részben vagy egészben  a   Tokyo International University című angol Wikipédia-szócikk ezen változatának fordításán alapul.  Az eredeti cikk szerkesztőit annak laptörténete sorolja fel. Ez a jelzés csupán a megfogalmazás eredetét és a szerzői jogokat jelzi, nem szolgál a cikkben szereplő információk forrásmegjelöléseként.